# Nederlandse kampioenschappen schaatsen afstanden 2017
De Nederlandse kampioenschappen afstanden 2017 werden van 28 december tot en met 30 december 2016 gehouden in de overdekte schaatshal Thialf in Heerenveen.
Dit seizoen werd het NK Afstanden (m/v) voor de tweede keer in de kerstvakantie gehouden waar er naast de nationale titels op de afstanden ook plaatsbewijzen te verdienen voor het EK allround en sprint een week later in Thialf en wereldkampioenschappen schaatsen afstanden 2017 die anderhalve maand later op de Gangneung Science Oval in Gangneung verreden worden.
Voor het WK afstanden plaatsten zich op de klassieke afstanden de beste drie (beste twee of de langste afstanden) en de afvaardiging voor de EK werd bepaald op basis van een klassementje 500m+1000m (EK sprint), 1500m+3000m (EK allround vrouwen), of 1500m+5000m (EK allround mannen).

## Tijdschema
| Programma             |           | |
| Datum                 | Aanvang   | Onderdeel |
| Woensdag 28 december  | 16.30 uur | 5000 meter mannen 500 meter mannen 1500 meter vrouwen                                                            |
| Donderdag 29 december | 17.00 uur | 3000 meter vrouwen 500 meter vrouwen 1500 meter mannen                                                           |
| Vrijdag 30 december   | 15.20 uur | 5000 meter vrouwen 10.000 meter mannen 1000 meter vrouwen 1000 meter mannen Massastart vrouwen Massastart mannen |

## Medailles

### Mannen
| Onderdeel          | Goud                           | Goud      | Zilver                         | Zilver    | Brons                             | Brons     |
| ------------------ | ------------------------------ | --------- | ------------------------------ | --------- | --------------------------------- | --------- |
| 500 m details      | Dai Dai Ntab Team Plantina     | 34,80     | Ronald Mulder Team Plantina    | 34,83     | Jan Smeekens Team LottoNL-Jumbo   | 34,91     |
| 1000 m details     | Kai Verbij Team Plantina       | 1.08,22   | Kjeld Nuis Team LottoNL-Jumbo  | 1.08,54   | Ronald Mulder Team Plantina       | 1.09,40   |
| 1500 m details     | Sven Kramer Team LottoNL-Jumbo | 1.45,82   | Kjeld Nuis Team LottoNL-Jumbo  | 1.46,05   | Patrick Roest Team LottoNL-Jumbo  | 1.46,15   |
| 5000 m details     | Sven Kramer Team LottoNL-Jumbo | 6.14,17   | Jorrit Bergsma Clafis          | 6.18,08   | Douwe de Vries Team LottoNL-Jumbo | 6.18,51   |
| 10.000 m details   | Jorrit Bergsma Clafis          | 12.52,34  | Sven Kramer Team LottoNL-Jumbo | 12.53,59  | Bob de Vries Clafis               | 13.01,93  |
| Massastart details | Gary Hekman AB Vakwerk         | 60 punten | Arjan Stroetinga Clafis        | 40 punten | Jan Blokhuijsen Team JustLease.nl | 20 punten |

### Vrouwen
| Onderdeel          | Goud                          | Goud      | Zilver                               | Zilver    | Brons                                                   | Brons     |
| ------------------ | ----------------------------- | --------- | ------------------------------------ | --------- | ------------------------------------------------------- | --------- |
| 500 m details      | Jorien ter Mors Team AfterPay | 38,48     | Floor van den Brandt Team AfterPay   | 38,66     | Anice Das Team AfterPay                                 | 38,79     |
| 1000 m details     | Jorien ter Mors Team AfterPay | 1.15,15   | Marrit Leenstra enie.nl              | 1.15,25   | Ireen Wüst Team JustLease.nl                            | 1,15,98   |
| 1500 m details     | Ireen Wüst Team JustLease.nl  | 1.57,19   | Jorien ter Mors Team AfterPay        | 1.57,47   | Marrit Leenstra enie.nl                                 | 1.57,75   |
| 3000 m details     | Ireen Wüst Team JustLease.nl  | 4.02,31   | Antoinette de Jong Team JustLease.nl | 4.02,76   | Yvonne Nauta Gewest Friesland                           | 4.04,50   |
| 5000 m details     | Carien Kleibeuker Clafis      | 6.58,78   | Antoinette de Jong Team JustLease.nl | 6.59,79   | Carlijn Achtereekte Team Victorie                       | 7.00,83   |
| Massastart details | Irene Schouten Clafis         | 60 punten | Melissa Wijfje Team JustLease.nl     | 40 punten | Suzanne Schulting Nationale trainingselectie shorttrack | 20 punten |

## Medaillespiegel teams
| Plaats | Teams                                 | Goud | Zilver | Brons | Totaal |
| 1      | Clafis                                | 3    | 2      | 1     | 6      |
| 2      | Team LottoNL-Jumbo                    | 2    | 3      | 3     | 7      |
| 3      | Team JustLease.nl                     | 2    | 3      | 2     | 7      |
| 4      | Team AfterPay                         | 2    | 2      | 1     | 5      |
| 5      | Team Plantina                         | 2    | 1      | 1     | 4      |
| 6      | AB Vakwerk                            | 1    | 0      | 0     | 1      |
| 7      | enie.nl                               | 0    | 1      | 1     | 2      |
| 8      | Gewest Friesland                      | 0    | 0      | 1     | 1      |
| 8      | Nationale trainingselectie shorttrack | 0    | 0      | 1     | 1      |
| 8      | Team Victorie                         | 0    | 0      | 1     | 1      |
| Totaal | Totaal                                | 12   | 12     | 12    | 36     |